# آناتولی ساس
آناتولی ساس (روسی: Анатолий Фомич Сасс؛ زادهٔ ۲۲ دسامبر ۱۹۳۵) قایقران روئینگ اهل شوروی بود.
وی در مسابقات کشوری و بین‌المللی در مجموع برندهٔ ۱ مدال طلا، ۱ مدال نقره شده‌است.